# Herkunft des irdischen Wassers

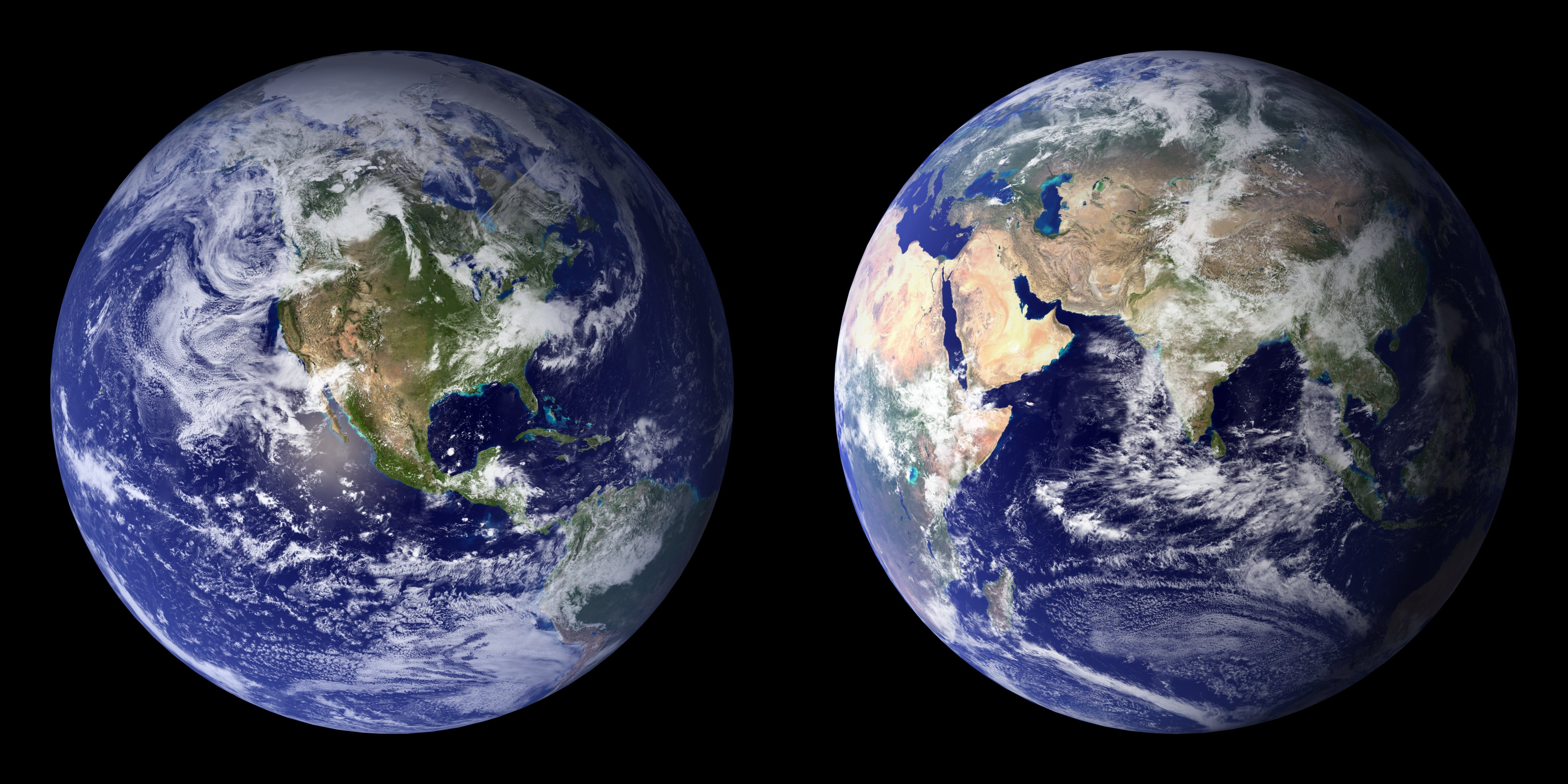
Wasser bedeckt ca. 71 % der Erdoberfläche

Die Herkunft des irdischen Wassers ist nicht vollständig geklärt:
- Ein Teil des Wassers ist als Wasserdampf aus Magma ausgegast, kommt also aus dem Erdinneren.
- Ein weiterer Anteil stammt von Einschlägen von Kometen, transneptunischen Objekten oder wasserreichen Asteroiden (Protoplaneten) aus den äußeren Bereichen des Asteroidengürtels.

Dabei deuten Messungen des Wasserstoffisotopen-Verhältnisses von Deuterium und Protium (H-1) (D/H-Verhältnis) eher auf Asteroiden hin, da in Wassereinschlüssen in kohligen Chondriten ähnliche Isotopenverhältnisse gefunden wurden wie in Ozeanwasser. Dagegen stimmt das D/H-Verhältnis von Kometen und transneptunischen Objekten nach bisherigen Messungen nur schlecht mit dem von irdischem Wasser überein.
Für die derzeitigen Wasservorkommen im Sonnensystem und insbesondere auf der Erde siehe Wasservorkommen im Universum#Sonnensystem.

## Erdentstehung: Trockene oder nasse Akkretion?
Eines der Hauptprobleme beim Versuch, die Herkunft des irdischen Wassers zu klären, bildet die Frage nach dem Wassergehalt der Planetesimale, welche die Erde bildeten. Hier gibt es zwei Modelle:
- das Modell der nassen Akkretion (engl. wet accretion), dem zufolge genügend Wasser in den Planetesimalen vorhanden war;[1]
- das Modell der trockenen Akkretion (engl. dry accretion), dem zufolge der Wassergehalt zu niedrig war, um die heutige Wassermenge auf der Erde zu erklären.[2]

Je nachdem, welches Modell man annimmt,
- kann die Herkunft entweder durch reines vulkanisches Ausgasen aus dem Erdinneren erklärt werden (bei nasser Akkretion) oder
- man benötigt extraterrestrische Quellen (bei trockener Akkretion).

Heutige Vulkane emittieren zwar Wasserdampf, jedoch stammt dieser überwiegend nicht aus dem Erdinnern, sondern von der Erdoberfläche. So konnte man z. B. an Vulkanen in Hawaii zeigen, dass der Wasserdampf größtenteils aus dem Grundwasserreservoir stammt.
Eine weitere wichtige Frage ist, ob vulkanische Transportmechanismen effektiv genug sind, um eventuell vorhandenes Wasser im Erdinnern an die Oberfläche zu transportieren.

## Herkunft aus dem Erdinneren über Ausgasen
Ein Vertreter einer Herkunft des Wassers aus dem Erdinneren über Ausgasen war Michael Julian Drake (1946–2011). Er begründet die irdische Herkunft des Wassers mit Isotopenuntersuchungen von Meteoriten und Material aus dem oberen Mantel der Erde. Demnach kann kein später großer Einschlag eines Körpers aus Material, wie es durch heutige Meteoriten repräsentiert wird, wesentlich zur Zusammensetzung des oberen Mantels der Erde beigetragen haben. Andererseits räumt Drake ein, dass ein großer „nasser“ Planetenembryo aus dem Asteroidengürtel oder auch ein Komet mit entsprechender Element- und Isotopenzusammensetzung letztlich nicht auszuschließen seien.
Das Problem der nassen Akkretion, welche bei den Temperaturen in der Erdumlaufbahn nicht einfach zu erklären ist, versucht Drake damit zu erklären, dass die Staubkörner in der Akkretionsscheibe, welche sich zu den Planetesimalen zusammenballten, fraktaler Natur waren. Wegen der daraus resultierenden, großen Oberfläche konnte demnach genügend Wasser adsorbiert werden.
Gemäß der nassen Akkretion war genügend Wasser in den Planetesimalen vorhanden. Dieses Wasser und andere leicht flüchtige Stoffe wie Kohlenstoffdioxid (CO2), Methan (CH4) und Stickstoff (N2) gasten aus der größtenteils aus flüssigem Magma bestehenden Ur-Erde aus und bildeten eine frühe, wasserdampfreiche Uratmosphäre. Diese wurde nach heutigen Modellvorstellungen durch einen Sonnenwind, der zur Zeit der Erdentstehung sehr viel heftiger war als heute, mitgerissen und entwich somit von der Erde.
Durch Vulkanismus kam es später zur Bildung einer neuen Atmosphäre, die auch aus dem Erdinnern ausgegasten Wasserdampf enthalten haben dürfte. Mit der Bildung einer festen Erdkruste und der weiteren Abkühlung kam es demnach zur Kondensation von Wasserdampf und zur Bildung erster Ozeane.

## Extraterrestrische Quellen

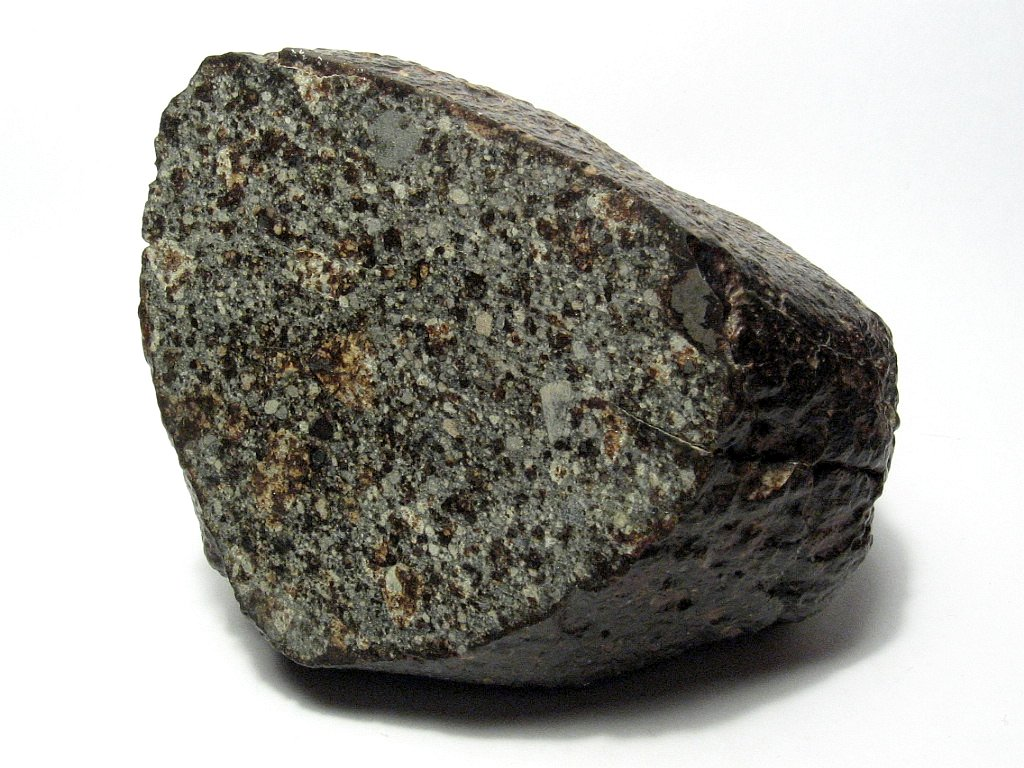
Gewöhnlicher Chondrit

Die in diesem Modell angenommene trockene Akkretion wird dadurch begründet, dass die Planetesimale in einem Bereich des früheren Sonnensystems entstanden, in dem relativ wenig Wasser vorhanden war. Je kleiner der Abstand zur Sonne war, desto höher die Temperaturen, und desto weniger Wasser war vorhanden. Erst außerhalb der solaren Schneegrenze, welche etwa inmitten des heutigen Asteroidengürtels lag, war Wasser in größerer Menge vorhanden. So zeigen kohlige Chondrite, von denen angenommen wird, dass sie in den äußeren Bereichen des Asteroidengürtels entstanden sind, einen Wassergehalt von manchmal mehr als 10 % ihrer Masse, während gewöhnliche Chondrite oder gar Enstatit-Chondrite vom inneren Rand des Asteroidengürtels weniger als 0,1 % ihrer Masse an Wasser enthalten. Die Planetesimale sollten dementsprechend noch weniger Wasser enthalten haben.
Zudem wird angenommen, dass bei der Akkretion der Planetesimale zu den Planeten und dem Verlust der Uratmosphäre nochmals große Mengen des ursprünglich vorhandenen Wassers verloren gingen. Deswegen wird heute von vielen Planetologen angenommen, dass der überwiegende Teil des heutigen irdischen Wassers aus den äußeren Bereichen des Sonnensystems stammt.
Ein rein kometarer Ursprung des Wassers wurde nach Messung des Isotopenverhältnisses von Wasserstoff in den drei Kometen Halley, Hyakutake und Hale-Bopp durch Forscher wie David Jewitt für unwahrscheinlich gehalten, da dort das Verhältnis von Deuterium zu Protium (D/H-Verhältnis) etwa doppelt so hoch ist wie in ozeanischem Wasser. Im Dezember 2014 analysierte die Raumsonde Rosetta den Wasserdampf in der Nähe des Kometen Tschurjumow-Gerassimenko; auch diese Messungen ergaben, dass das irdische Wasser höchstwahrscheinlich nicht von Kometen stammt.
Alternativ wurde der Asteroidengürtel als Quelle des Wassers vorgeschlagen, denn Wassereinschlüsse in kohligen Chondriten zeigen ein ähnliches D/H-Verhältnis wie ozeanisches Wasser. Nach A. Morbidelli et al. kommt der größte Teil des heutigen Wassers von einigen im äußeren Asteroidengürtel geformten Protoplaneten, die auf die Erde stürzten. Inzwischen wurde eine Klasse von Kometen ausgemacht, die aus dieser Region stammen könnten. Zwei dieser Kometen konnten bisher auf ihr D/H-Verhältnis hin untersucht werden: sowohl C/1999 S4 LINEAR als auch Hartley 2 tragen ‘irdisches’ Wasser.
Nach einer 2019 publizierten Studie kann anhand des Isotopenverhältnisses des Molybdäns der Erde belegt werden, dass der Körper (Theia), der beim Aufprall auf die Erde vor 4 Milliarden Jahren den Mond entstehen ließ, aus dem äußeren Sonnensystem stammte und somit einen Großteil des Wassers auf die Erde gebracht haben könnte.

## Rolle der Lebewesen
In den Urozeanen vorkommender Schwefelwasserstoff und in der Uratmosphäre vorhandenes Kohlendioxid wurde von autotrophen Schwefelbakterien (Prokaryoten) unter Zufuhr von Lichtenergie zum Aufbau organischer Verbindungen genutzt, wobei Methan, Wasser und Schwefel entstanden:
{\displaystyle \mathrm {4\ H_{2}S+CO_{2}\rightarrow CH_{4}+2\ H_{2}O+4\ S} }
(Photosystem I).